# Roberto Cuevas
Roberto Cuevas Martín, conocido como Cuevas, (Abadiño, Vizcaya, 30 de enero de 1981) es un exfutbolista español. Se desempeñaba en la posición de delantero.

## Trayectoria
Gorka se formó en la cantera del Athletic Club desde 1993. En 1999 llegó al CD Basconia, tras una temporada en la Cultural Durango. Tras lograr doce goles en el segundo filial vizcaíno, ascendió al Bilbao Athletic en el que jugó durante tres temporadas en las que coincidió con Aritz Aduriz, entre otros delanteros. En la temporada 2003-04 se enroló en la SD Eibar de Segunda División. Allí consiguió uno de los mayores hitos de su carrera al marcar un gol al Real Madrid de Iker Casillas en la ida de los octavos de final de Copa del Rey.
Su siguiente club fue el Ciudad de Murcia, donde pasó dos temporadas. En 2006 firmó por el Mérida Unión Deportiva, en el que llegó a anotar catorce goles en la temporada 2007-08. Ello le valió para fichar por el Deportivo Alavés de Segunda División. En 2009 regresó a la SD Eibar para jugar dos temporadas. Para la temporada 2011-12 se incorporó a la SD Amorebieta de la Segunda B. Entre 2012 y 2018 fue jugador de la Sociedad Deportiva Balmaseda, ya en Tercera División.

## Clubes
| Club                   | País   | Temporada   |
| ---------------------- | ------ | ----------- |
| Cultural Durango       | España | 1998 - 1999 |
| CD Basconia            | España | 1999 - 2000 |
| Bilbao Athletic        | España | 2000 - 2003 |
| SD Eibar               | España | 2003 - 2004 |
| Ciudad de Murcia       | España | 2004 - 2006 |
| Mérida Unión Deportiva | España | 2006 - 2008 |
| Deportivo Alavés       | España | 2008 - 2009 |
| SD Eibar               | España | 2009 - 2011 |
| SD Amorebieta          | España | 2011 - 2012 |
| SD Balmaseda           | España | 2012 - 2018 |